# Мадагаскарска шама
Мадагаскарската шама (Copsychus albospecularis) е вид птица от семейство мухоловкови (Muscicapidae).

## Разпространение и местообитание
Видът е разпространен в Мадагаскар. Среща се на височина до 1800 м над морското равнище в разнообразни земеделски земи и храсталаци, сухи мусонови, влажни тропически и мангрови гори.

## Описание
На дължина достигат до около 18 см при тегло от 21 до 24 грама. Оперението варира според пола – мъжкият има изцяло черно оперение с бяла маркировка по крилата, понякога и по корема, а женската има сиво-кафяво теме, гръб и опашка, а гърдите и гърлото са сиви.